# Владимир Љути
Владимир Иванович Љути (укр. Володимир Іванович Лютий; 20. април 1962, Дњепар) бивши је совјетски фудбалер и тренер.

## Каријера
Након што је играо у Совјетском Савезу за Дњипро из Дњепропетровска, провео је још скоро 10 година играјући у Немачкој за клубове као што су Шалке 04, Дуизбург и Бохум. У Турској је наступао за Бурсаспор.
Играо је за репрезентације СССР и Заједницу независних држава. Са олимпијским тимом СССР-а, учествовао је на завршном турниру Олимпијских игара 1988. у Сеулу, где је са екипом освојио златну медаљу.
За сениорску репрезентацију СССР одиграо је 3 меча, а за Заједницу независних држава такође 3 утакмице и постигао је један гол. Био је учесник  Светског првенства 1990. у Италији и Европског првенства 1992. у Шведској.
Након завршетка играчке каријере радио је као фудбалски тренер и спортски функционер.

## Успеси

### Клуб
- Првенство СССР: 1983, 1988.
- Куп СССР: 1989.
- Суперкуп СССР: 1989.

### Репрезентација
СССР
- Златна медаља Олимпијске игре 1988. године у Сеулу